# Ботафого (Рио де Жанейро)
Вижте пояснителната страница за други значения на Ботафого.
Ботафого (на португалски: Botafogo) е заможен квартал, намиращ се в южната зона на Рио де Жанейро, Бразилия.
Кварталът има 100 000 жители. В него се намират символи на Рио де Жанейро: заливът Ботафого с възвишенията Захарен хляб и Урка. Известен е със своите кина, театри, търговски центрове, нощни заведения, музеи, фирмени центрове, консулства, лечебни учреждения и здания от края на XIX и началото на XX в.
Ботафого е освен това е прочут с това, че в него се намира седалището на един от най-известните футболни клубове в Бразилия, „Ботафого де Футебол е Регаташ“. Кварталът е дом и на школата по самба „Сао Клементи“. Ботафого е известен под имената квартал на школите и квартал на клиниките, тъй като тези учреждения са широко застъпени в квартала. Кварталът има висока продължителност на живота и значителен брой жители на преклонна възраст.

## История
Историята на квартала Ботафого често бива смесвана с основаването на Рио де Жанейро през 1565 г. на хълма Кара де Као, намиращ се срещу днешния квартал Ботафого на мястото на крепостта Сао Жоао. Четири месеца след основаването на града Естасио де Са решава да очертае границите на Сао Себастиао до Рио де Жанейро и според тогавашните порядки дарява на приятеля си Франсиско Вельо, който също допринася за основаването на града, землището срещу хълма Кара де Као, от другата страна на днешния залив Ботафого.
Кварталът дължи името си на събитията от 1590 г. В същата година Франсиско Вельо продава землището на Жоао Перейра де Соуса, известен като „Ботафого“, бидейки капитан на артилерията на едноименния португалски галеон.
Пристигането на португалското кралско семейство променя живота както в Рио де Жанейро, така и в квартала Ботафого. Кварталът от селски тип се превръща в място, предпочитано от хора със знатен произход и от английските търговци, които строят в него своите домове.
През първата половина на XIX век улиците започват постепенно да очертават контурите на квартала. Най-изисканото място е улица „Сао Клементи“, където са резиденциите на кафеените барони. На улица „Волунтариос да Патриа“ живеят представителите на дребната аристокрация, както и търговци с по-скромни възможности.
Църквата „Непорочно зачатие на Пресветото сърце Иисусово“ (на португалски: Igreja da Imaculada Conceição do Sagrado Coração de Jesus) до плажа Ботафого е построена през 1892 г. и се отличава със своите камбанарии в готически стил.

## Търговски центрове
В Ботафого се намират 3 мола: Shopping Rio Sul, Botafogo Praia Shopping и Casa e Gourmet Shopping.